# Nina Foch
Nina Foch, född som Nina Consuelo Maud Foch den 20 april 1924 i Leiden i Nederländerna, död 5 december 2008 i Los Angeles i Kalifornien, var en nederländsk-amerikansk skådespelare. 

## Biografi
Foch Oscarnominerades för sin biroll som Erica Martin i En stol är ledig (1954). Hon medverkade även i filmer som Spartacus (1960), En amerikan i Paris (1951) och De tio budorden (1956).
I TV-serien NCIS spelade hon rättsläkaren Ducky Mallards mor.
Nina Foch undervisade på USC School of Cinematic Arts från 1960-talet fram till sin död 2008.

## Filmografi i urval
- 1944 – The Return of the Vampire
- 1944 – She's a Soldier Too
- 1944 – Shadows in the Night
- 1944 – Nine Girls
- 1944 – Cry of the Werewolf
- 1945 – Den stora drömmen
- 1945 – Aladdins Äventyr
- 1945 – Escape in the Fog
- 1945 – My Name Is Julia Ross
- 1947 – Johnny O'Clock
- 1947 – Hemlig eld
- 1948 – Stormnatten
- 1949 – Lagens fiende nr. 1
- 1951 – An American in Paris
- 1952 – Scaramouche - de tusen äventyrens man
- 1952 – Ung man med idéer
- 1954 – En stol är ledig
- 1955 – Mammas gosse
- 1955 – Mord på fel person
- 1956 – De tio budorden
- 1960 – Spartacus
- 1960 – Cash McCall
- 1971 – Such Good Friends
- 1975 – Mahogany
- 1976 – Den Stora Houdini
- 1978 – Jennifer
- 1988 – Vildmarken kallar!
- 1989 – Lösa förbindelser (film)
- 1992 – Lucias Flykt
- 1993 – Tales of the City
- 1993 – Morning Glory
- 1998 – Blodsband
- 1998 – I maktens skugga
- 2002 – Pumpkin
- 2003 – How to Deal

## Teater

### Roller
| År   | Roll          | Produktion                    | Regi         | Teater                       |
| ---- | ------------- | ----------------------------- | ------------ | ---------------------------- |
| 1947 | Mary McKinley | John Loves Mary Norman Krasna | Joshua Logan | Booth Theatre, New York, USA |